# Nino Bonanni
Nino Bonanni, all'anagrafe Gaetano Bonanni (Roma, 5 marzo 1905 – Roma, 22 ottobre 1975), è stato un attore e doppiatore italiano.

## Biografia
Dopo aver debuttato in teatro a diciotto anni, si unì alla compagnia di Checco Durante e con essa partecipò anche alla campagna per le truppe italiane all'estero. Dopo la guerra fu attivo soprattutto come doppiatore cinematografico di categoria C, con definizione timbrica di voce tonante. Sua è la voce del Capo Indiano nel doppiaggio originale di Peter Pan della Disney.
Iscritto fin dal primissimo dopoguerra al PCI, nel 1956 (per ragioni familiari e forse anche in seguito ai fatti di Ungheria) non rinnovò la sua iscrizione, avvicinandosi a posizioni socialdemocratiche.

## Interpretazioni principali

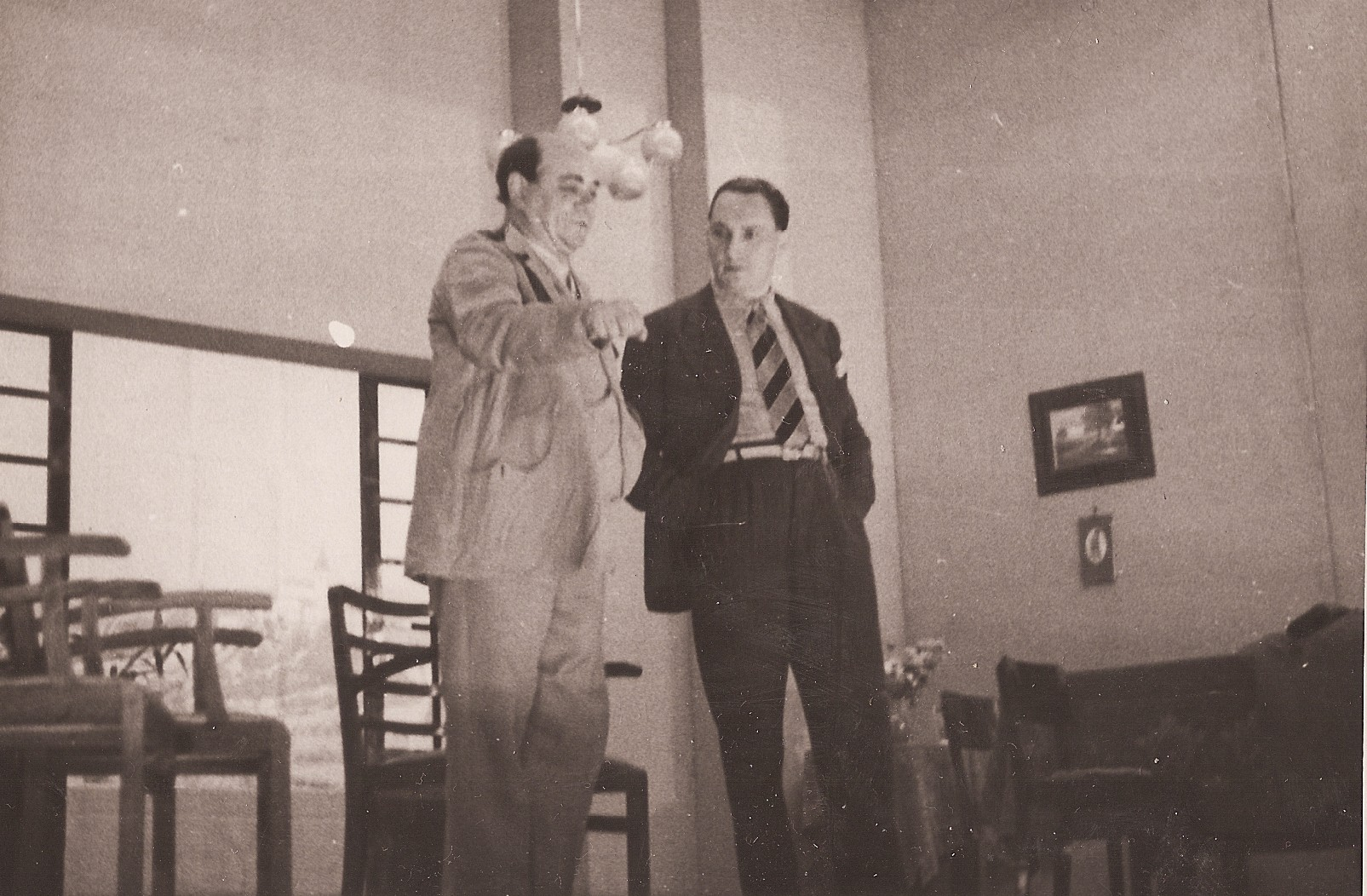
Nino Bonanni e Checco Durante nel film La bon'anima

### Prosa teatrale e televisione
Bonanni debuttò in teatro negli anni venti interpretando i primi ruoli in Romanticismo (1923), Fabiola (1923), Giulio Cesare (Taormina, 1928).
Nella compagnia di Checco Durante fu poi presente fin dalle prime formazioni, partecipando praticamente a tutte le opere messe in scena dalla fine degli anni trenta al primo dopoguerra fra cui la tournée in Africa Orientale fra il 1938 e il 1939 per le truppe italiane, in cui furono rappresentate alcune delle opere fondamentali del repertorio della compagnia (La bon'anima, Accidenti che giornata, Bernardina non fa' la scema).
In televisione fu, nel 1959 nel cast dello sceneggiato televisivo Rai L'isola del tesoro e, nel 1962, in Una tragedia americana.

### Doppiaggio
- Everett Brown in Via col vento
- Guy Kibbee in Capitan Blood

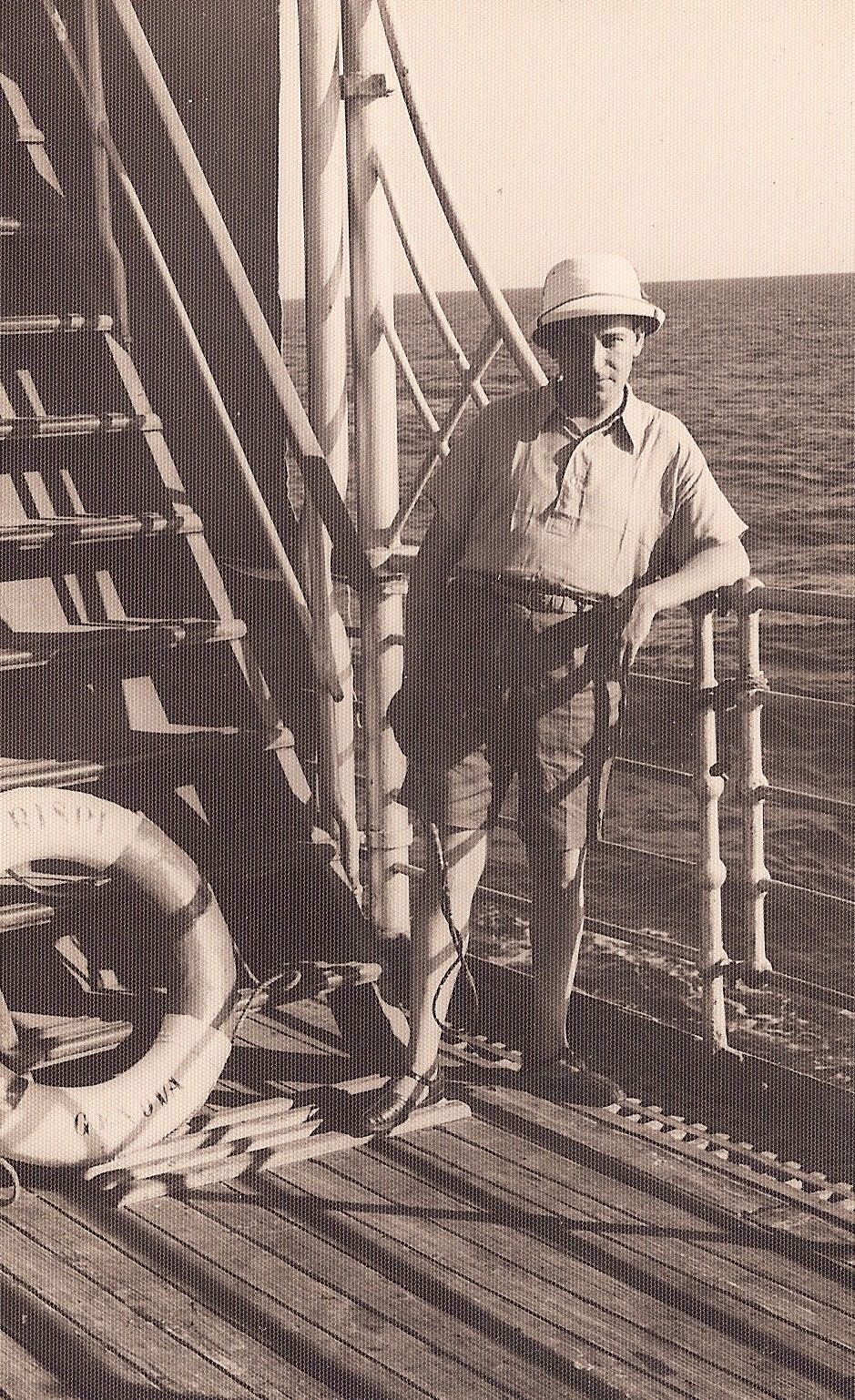
Nino Bonanni in navigazione verso Massaua per la tournée per le truppe italiane nel 1938

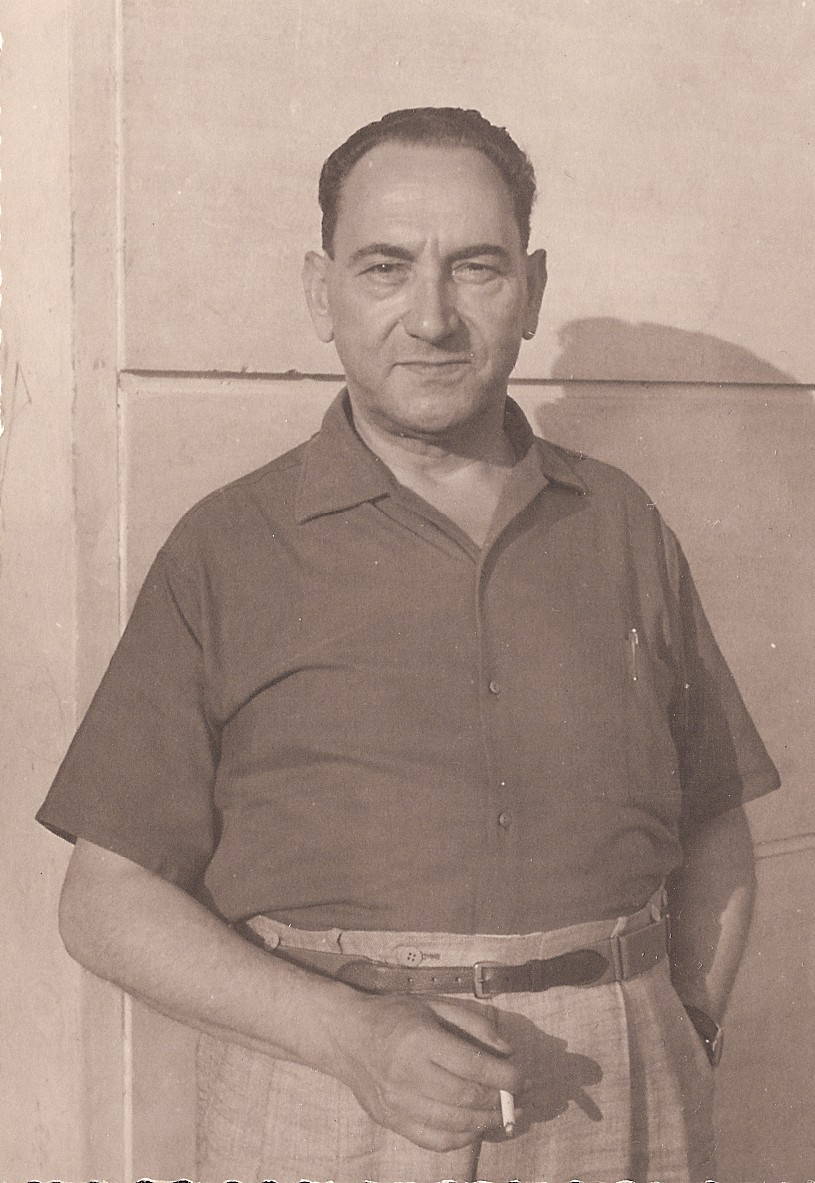
Nino Bonanni intorno agli anni settanta

- Ernest Borgnine in Giorno maledetto
- Bob Wilke in Mezzogiorno di fuoco
- Clive Norton in Riccardo III
- Duncan Lamont in Assassinio al galoppatoio
- Gary Owens in Un Maggiolino tutto matto
- Claude Akins in L'ammutinamento del Caine
- Big Jeff Bess in Un volto nella folla
- Juan Calvo in Nel blu dipinto di blu
- Jackie Coogan in Una splendida canaglia
- John Cliff in Spionaggio atomico
- Ward Bond in Hondo
- John Doucette in Giulio Cesare
- Dan White in Il buio oltre la siepe
- Jack Kruschen in La guerra dei mondi
- Robert Strauss in Il villaggio più pazzo del mondo
- Martin Garralaga in Il grande peccatore
- Guinn Williams in A casa dopo l'uragano
- Furio Meniconi in Il terrore dei barbari
- Poldo Bendandi in Viva Maria
- Hank Worden in Il cacciatore di indiani
- Nestor Paiva in La casa dei nostri sogni
- Neville Brand in L'indiana bianca
- Paul Marion in Gli amori di Carmen
- Charles Watts in È nata una stella
- William Phillips in Un giorno a New York
- Michael Golden in Assassinio sul treno
- Jack Lomas in Aprile a Parigi
- Nikos Fermas in Mai di domenica
- Slim Pickens in Lo sceriffo senza pistola
- Orlando Martins in La storia di una monaca

## Prosa radiofonica Rai
- Harwey, commedia di Mary Chase, regia di Anton Giulio Majano, trasmessa il 22 settembre 1952
- Dialoghi delle carmelitane, di Georges Bernanos, regia di Corrado Pavolini, trasmessa il 19 dicembre 1952
- L'itinerario di Ulisse, dall'Odissea, adattamento e regia di Marco Visconti trasmessa il  13 aprile 1953
- L'ispettore generale, di Nicolai Gogol, regia di Anton Giulio Majano, trasmessa il 8 giugno 1953
- Paradiso Bar, di Wilson Hughes, regia di Anton Giulio Majano, trasmesso il 8 luglio 1953
- La parte buia della luna, di Paolo Levi, regia di Anton Giulio Majano, trasmessa il 9 settembre 1953
- Le tontine, commedia di Alain-René Lesage, regia di Gian Domenico Giagni, trasmessa il 11 novembre 1956
- Anna Christie, dramma di Eugene O'Neill, regia di Pietro Masserano Taricco, trasmessa il 5 novembre 1957.